# محمدحسن لقمان ادهم
محمدحسن لقمان‌ادهم (۱۲۶۳–۱۳۳۶) معروف به حکيم‌الدوله پزشک و دولتمرد دوران قاجار و پهلوی و نخستین وزیر صحیه (بهداری) ایران بود.

## زندگی شخصی
محمدحسن لقمان‌ادهم به سال ١٢۶٣ در تبریز بدنیا آمد. پدرش زین‌العابدین ادهم ملقب به لقمان‌الممالک پزشک دربار ناصرالدین‌شاه و مظفرالدین‌شاه و بنیانگذار دبستان لقمانیه، سومین دبستان در تبریز بود. او سه برادر با نام‌های محمدحسین،عباس و صالح  داشت که همه دارای مناصب پزشکی و سیاسی بودند. 
- محمدحسین لقمان‌ادهم(١٢۵٨-١٣٢٩) :ملقب به لقمان‌الدوله و معین‌الاطبا پزشک ایرانی و نخستین رئیس دانشکده پزشکی دانشگاه تهران بود.
- عباس ادهم(١٢۶۴-١٣۴٨) :معروف به اعلم‌المک پزشک و وزیر بهداری، سناتور مجلس سنا ، عضو هیئت مدیره جمعیت شیر و خورشید سرخ ایران بود. او در زمان ولیعهدی احمدشاه قاجار مدتی پزشک مخصوصش بود.
- صالح ادهم(۱۲۶٨-۱۳٣٠) ملقب به حشمت‌السلطنه حقوقدان و رئیس دفتر احمدشاه آخرین شاه قاجار بود.[۴]

### تحصیلات
محمدحسن پس از تحصیل در دبستان لقمانیه همراه با دو برادرش عباس و صالح راهی پاریس شد و پس از پایان تحصیل در رشته پزشکی به ایران بازگشت.حکیم‌الدوله پس از بازگشت به کار پزشکی در تبریز و سپس تدریس در مدرسه طب دارالفنون تهران پرداخت.

### فعالیتها
حکیم‌الدوله مدتی پزشک احمدشاه بود و در سال ۱۲۸۷ خورشیدی ریاست کل اطبای نظام را عهده‌دار شد. در سال ۱۲۸۸ عضو مجلس حفظ‌الصحه بود و در سال ۱۳۰۰ در دولت احمد قوام‌السلطنه سه ماه وزیر صحیه و امور خیریه شد اما پس از سه ماه این وزارتخانه منحل شد. در سال ۱۳۰۲ چهار ماه در دولت حسن مشیرالدوله وزیر معارف و اوقاف و صنایع مستظرفه بود.با کنار رفتن دولت مشیرالدوله روی کار آمدن سردارسپه مدتی از خدمات دولتی کناره گرفت و به طبابت و تدریس ادامه داد و سپس در آن دوره رئیس انجمن بلدیه (انجمن شهر) تهران و در دوره‌های نهم تا سیزدهم، نماینده  مجلس شورای ملی بود.
با تأسیس دانشگاه تهران، محمدحسن لقمان‌ادهم به تدریس در دانشکده پزشکی این دانشگاه پرداخت و همزمان به امور اجتماعی مشغول بود. در سال ۱۳۳۰ در دولت دکتر محمد مصدق وزیر بهداری شد و مدتی نیز به وزارت مشاور منصوب شد.
لقمان‌ادهم در هنگامی که نمایندهٔ مجلس بود طرحی به مجلس برد که اسامی وقف کنندگان نیکوکار که زمینی را برای ساخت بیمارستان یا آموزشگاه وقف می‌کنند بر بنای مربوط گذاشته شود تا نام نیکشان باقی بماند. حسن ادهم از سهامداران شرکت نفت ایران و انگلیس نیز بود و سالانه بابت آن حق سهم دریافت می‌کرد، اما با ملی شدن نفت، او از این امتیاز محروم شد.
دکتر محمدحسن لقمان‌ادهم در آرامگاه خانوادگی در گورستان ظهیرالدوله شمیران به خاک سپرده شد.